# Jean Carbonare
Pour les articles homonymes, voir Carbonare.
Jean Carbonare, né le 24 août 1926 à Colombier-Fontaine (Doubs) et mort le 17 janvier 2009 à Montélimar, est un militant de la décolonisation et promoteur du développement durable, président de l'association Survie de 1988 à 1994.

## Biographie
Il consacre une grande partie de sa carrière professionnelle à mener des projets de développement dans divers pays africains. 
Après le génocide des Tutsi au Rwanda en 1994, il met ses compétences au service du Rwanda pour aider les Rwandais à reconstruire leur pays et quitte simultanément la présidence de Survie. Cette décision lui est reprochée par les tenants de la politique française au Rwanda comme étant la preuve de son allégeance au Front patriotique rwandais (FPR)[réf. non conforme]. À partir de 1996, il cesse ses activités en Afrique.
Il est connu pour son interview au journal télévisé de Bruno Masure sur France 2 qui alerte dès le 28 janvier 1993 du risque de génocide au Rwanda,. Il rentre alors d'une mission d'enquête internationale organisée par la Fédération internationale des ligues des droits de l'homme (FIDH) et dont le rapport révèle l'ampleur des massacres à caractère génocidaire perpétrés au Rwanda de 1991 à 1992 ainsi que leur caractère organisé, chaque offensive du FPR entraînant en représailles des crimes commis sur les civils Tutsi par les Forces armées rwandaises (FAR). Le passage est notamment célèbre en raison de l'émotion de l'intervenant.  Quelques jours plus tard, il critique l'attitude du pouvoir français évoquant « passivité » et « complaisance ».
Il est mis en cause par Pierre Péan dans son livre Noires fureurs, blancs menteurs.[réf. nécessaire]

## Publications
- Ensemble, se remettre debout (préface Ezéchias Rwabuhili, postface Stéphane Hessel), Éd. Olivétan, Lyon, 2010, 183 p.  (ISBN 978-2-35479-107-0)